# Heaven's Gate (gruppo musicale)
Heaven's Gate (letteralmente Cancello del Paradiso) è un gruppo heavy metal tedesco fondato nel 1987 e scioltosi nel 1999.

## Storia del gruppo
Il gruppo nacque nella primavera del 1987 col nome Carrion. Il loro primo demo attirò l'attenzione di Frank Bornemann, leader della rock band tedesca Eloy e proprietario della Metromania Publishing.
Dopo aver ottenuto un contratto con la Warner Chappell/Metromania, il chitarrista Ingo Millet abbandonò la band nell'estate 1987 e fu immediatamente sostituito da Sascha Paeth.
In ottobre il gruppo firma per la No Remorse Records e in seguito entra negli Horus Sound Studio insieme ai produttori Frank Bornemann e Tommy Hansen per registrare il debut album In Control.
L'album viene pubblicato nel gennaio 1989 e presto la band si imbarca in un tour di supporto agli W.A.S.P. e in un tour da headliner in Germania. Nell'aprile del 1990 esce il mini album Open the Gate and Watch! e comincia un altro tour tedesco, questa volta insieme ai Lawdy.
Il Giappone fu rapido nell'apprezzare lo stile veloce, pesante e furioso dei ragazzi di Wolfsburg. La JVC/Victor mise in commercio entrambi i prodotti nell'agosto del 1990 con la soluzione "due cd in uno". Le reazioni per questo prodotto furono così euforiche (collezionarono posizioni nelle "top 20" nelle classifiche di diverse riviste) che le due più famose riviste Metal giapponesi, "Burrn!" e "Metal Gear" inviarono i loro giornalisti in Germania per promuovere la causa di questo emergente gruppo metal tedesco nella terra del Sol Levante. Anche le radio nipponiche furono colpite dalla febbre degli Heaven's Gate: "Captain Wada", un dJ molto famoso, dedicò un'intera ora del palinsesto ad uno speciale sugli Heaven's Gate.
Nel Febbraio del 1992 la band firmò un nuovo contratto con l'etichetta Steamhammer/SPV, in seguito alla rescissione di quello con la No Remorse Records. 
Il nuovo album "Livin' in Hysteria" fu messo in vendita sei mesi prima di questo nuovo contratto e fu registrato negli Horus Sound Studios e prodotto da Charlie Bauerfeind. Alcune delle canzoni di quest'album furono scelte per i loro video che sconsigliavano l'uso di droghe: tra tutti quelli di "Best Day Of My Life" e "We got The Time" che furono selezionati da due emittenti televisive tedesche ed infine "Gefährliche Sehnsucht" che fu visto nelle scuole di tutto il paese.
Ma soprattutto sembrava che l'entusiasmo per gli Heaven's Gate da parte dei loro fan nipponici non avesse limiti. Thomas Rettke e Sascha Paeth diedero dozzine di interviste in terra giapponese e suonarono versioni acustiche di tre loro canzoni al "Second German Metal Seminar" organizzato a Tokio e Osaka, finché nel gennaio del 1992 l'EP "More Hysteria", originalmente previsto solo per il mercato giapponese e contenente tre nuove canzoni più una versione acustica di "Best Day Of My Life", andò in vendita.
Gli Heaven's Gate erano il gruppo principale in testa alle classifiche annuali delle maggiori riviste giapponesi e i lettori di "Burrn!" nominarono Thomas Rettke "miglior cantante" davanti a stelle del calibro di Alice Cooper, Vince Neil, Sammy Hagar e Jon Bon Jovi.
Il loro terzo album, "Hell For Sale", uscì nel novembre del 1992 e documenta lo stupefacente progresso che il quintetto di Wolfsburg ha compiuto nel tempo. Solo un anno dopo la loro ultima "release" gli "Heaven's Gate" produssero "Live For Sale", registrato nel Febbraio del 1993 al "Club Città" a Kawasaki. La base per questo lavoro fu il loro tour giapponese: 4 concerti ottennero il tutto esaurito (Tokyo, Osaka, Nagoya e di nuovo Tokyo).
Il viaggio in Giappone fu poi seguito da un tour insieme ai Dream Theater e da numerosi concerti singoli fino alla fine dell'anno.
Intanto il chitarrista Sascha Paeth si stava costruendo anche una reputazione da produttore, avendo lavorato insieme a Charlie Bauerfeind sin dalla primavera del 1994 per numerosi gruppi metal. Questo nuovo impegno per Sasha sembrò portare il gruppo in secondo piano, ma verso la fine del 1994 il gruppo cominciò la costruzione di un proprio studio di registrazione per guadagnare una maggiore indipendenza in materia di organizzazione degli impegni e di gestione delle finanze.
Il bassista Manni Jordan lasciò la band nell'estate del 1995 per ragioni personali e fu rimpiazzato da Robert Hunecke, che dal 1996 cominciò a dare il suo contributo per il nuovo album in produzione Planet E. anche nella stesura di testi. I cinque musicisti registrarono il lavoro nel periodo che va da marzo ad agosto 1996.

## Formazione

### Ultima
- Thomas Rettke - voce
- Sascha Paeth - chitarra
- Bonny Bilski - chitarra
- Robert Hunecke-Rizzo - basso
- Thorsten Müller - batteria

### Altri Membri
- Manni Jordan - basso
- Bernd Kaufholz - chitarra
- Ingo Millek - chitarra

## Discografia

### Album in studio
- 1989 - In Control
- 1991 - Livin' in Hysteria
- 1992 - Hell for Sale!
- 1996 - Planet E.
- 1999 - Menergy

### EP
- 1990 - Open the Gate and Watch!
- 1992 - More Hysteria
- 1997 - In the Mood

### Live
- 1993 - Live For Sale!

### Raccolte
- 1999 - Boxed
- 2015 - Best for Sale!